# 인평대군 묘 및 신도비
인평대군 묘 및 신도비(麟坪大君 墓 및 神道碑)는 대한민국 경기도 포천시 신북면 신평리에 있는, 조선시대 인조의 셋째아들이며 효종의 동생인 인평대군(麟坪大君 1622년 ∼ 1658년)의 무덤 및 신도비이다. 1992년 6월 5일 경기도의 기념물 제130호로 지정되었다.

## 개요
인평대군(麟坪大君 1622∼1658)은 인조의 셋째아들이며 효종의 동생으로 이름은 요(㴭), 자는 용함(用涵), 호는 송계(松溪)이다. 1629년(인조 7) 인평대군에 봉해졌다. 병자호란 이후 1640년(인조 18) 볼모로 심양(瀋陽)에 갔다가 이듬해 돌아온 이후, 1650년(효종 2)부터 네 차례에 걸쳐 사은사(謝恩使-사신)가 되어 청나라에 다녀왔다.
학문에도 소양이 깊어 제작백가에도 정통하였고, 시·서·화(詩·書·畵)에도 뛰어났으며 중국인 화가 맹영광과 가깝게 지내기도 하였다. 현존하는 그의 작품은 희귀한 편으로 서울대학교박물관 소장의《산수도 山水圖》, 홍성하 소장의《노승하관도 老僧遐觀圖》, 정무묵 소장의《고백도 古栢圖》등이 알려져 있을 뿐이다.
인평대군의 묘역은 기와를 얹은 곡장(曲墻)으로 둘러싸여 있다. 복천부부인(福川府夫人) 오씨(吳氏)와 합장된 단분으로 봉분 아래 8개의 장대석(長大石)으로 무덤을 보호하기 위한 호석(護石)을 둘렀다. 봉분 앞에는 묘비, 상석, 향로석, 장명등이 자리 잡고 있고 상석을 받치는 고석(鼓石)에는 사면(四面)에 사자상이 양각되어 있으며, 좌우로 동자석, 망주석, 문인석 한 쌍씩 배치되어 있다. 곡장 밖 좌측에는 비신(碑身: 비의 몸체)이 없는 귀부가 있어 또 다른 묘비가 있었을 것으로 추정된다. 묘역 뒤 오른쪽에 산신제를 지내는 석물과 묘역 오른쪽 아래에 판석을 깔았다.
신도비는 효종 9년(1658)에 건립되었으며, 귀부와 이수는 웅장하면서 화려해 정교한 조형미를 갖추고 있어 조선시대 신도비의 전형적인 양식을 보여준다. 비문은 왕명을 받아 인조 때에 영의정을 지낸 이경석이 지었고 비문의 글씨는 오준이 썼으며 전액은 오정일이 했다.
인평대군 묘는 본래 경기도 광주 고읍에 있었으나 숙종 19년(1693) 8월에 이곳으로 이장되었다.

## 같이 보기
- 인평대군

## 참고 자료
- 인평대군 묘 및 신도비 - 국가유산청 국가유산포털